# Léopold FC
Léopold FC – belgijski klub piłkarski, mający siedzibę w mieście Bruksela, w stolicy kraju.

## Historia
Chronologia nazw:
- 11.02.1893: Léopold Football Club
- 1895: Léopold Club de Bruxelles
- 1921: Royal Léopold Club de Bruxelles
- 1954: Royal Léopold FC de Bruxelles
- 1959: Royal Léopold FC de Woluwe
- 1961: Royal Léopold FC de Bruxelles
- 1982: Royal Léopold FC d'Uccle - po fuzji z CS Racing Ukkel (nr 7949)
- 1990: Royal Uccle-Léopold FC - po fuzji z Royal Uccle Sport (nr 15)
- 1996: Royal Uccle Forestoise Léopold - po fuzji z RCS La Forestoise (nr 51)
- 2001: Royal Léopold Uccle Forestoise - po fuzji z RCS Saint-Josse (nr 83)
- 2005: Royal Léopold Uccle FC
- 2013: Royal Léopold Uccle Woluwé FC
- 2014: Léopold Football Club

Piłkarski klub Léopold FC został założony w gminie Ixelles stolicy Bruksela 11 lutego 1893 roku przez kilkanaście fanów piłki nożnej na czele kapitana Reyntiens. Ten ostatni służył jako Oficer Jego Wysokości Króla Leopolda II i zaproponował uczcić osobę króla w nazwie klubu. Był wtedy klubem dla burżuazji i szlachty w Brukseli. Początkowo zespół grał tylko mecze towarzyskie, zwłaszcza przeciwko Sporting i Racing. 1 września 1895 klub stał się jednym z 10 zespołów założycieli Belgijskiego Związku Piłki Nożnej, zwanym wtedy jako Union belge des sociétés de sports athlétiques (UBSSA). Jako Léopold Club de Bruxelles debiutował w sezonie 1895/96 w pierwszych mistrzostwach Belgii. W pierwszych dwóch sezonach zajmował 4.miejsce, a w 1898 zdobył brązowe medale mistrzostw kraju. W następnym roku oraz w sezonie 1900/01 powtórzył ten sukces. W 1901 klub przeniósł się na stadion Parc Brugmann w gminie Uccle, a w 1902 roku został wicemistrzem. W sezonie 1911/12 zajął ostatnie 12.miejsce w Division d'Honneur i spadł do Promotion. Rok później wrócił do pierwszej dywizji. W sezonie 1913/14 po raz ostatni zagrał w najwyższej klasie, ale po zajęciu ostatniego 12.miejsca został zdegradowany do drugiej ligi.
Po przerwie związanej z I wojną światową klub już nie wrócił do pierwszej dywizji. 21 sierpnia 1921 klub został uznany przez "Société Royale" w związku z czym przemianowany na Royal Léopold Club de Bruxelles. Był w stanie utrzymać się w Promotion aż do sezonu 1925/26. Sezon zakończył na 10.pozycji wśród 14 drużyn, ale reforma systemu lig spowodowała, że klub został zdegradowany dalej do trzeciej dywizji, zwanej dalej Promotion (druga dywizja otrzymała nazwę Division 1).
W grudniu 1926 roku w belgijskiej piłce nożnej powstał rejestr matriculaire, czyli rejestr klubów zgodnie ich dat założenia. Léopold otrzymał nr rejestracyjny matricule 5. W kolejnych sezonach występował w trzeciej klasie (do 1933), a potem stopniowo spadał do niższych dywizji.
W 1954 roku został mianowany jako Royal Léopold FC de Bruxelles i wtedy przez parę sezonów grał w czwartej klasie, a potem do rozgrywek amatorskich. 21 maja 1959 roku klub zmienił swoją nazwę na Royal Léopold FC de Woluwe, a w 1961 roku na Royal Léopold FC de Bruxelles.
Ostatecznie były próby ratowania klubu poprzez różne fuzje z innymi klubami (ale one występowały na piątym szczeblu rozgrywek, dlatego nie było awansu). W 1982 roku nastąpiła fuzja z CS Racing Ukkel, po czym przyjął nazwę Royal Léopold FC d'Uccle. W 1990 roku klub połączył się z Royal Uccle Sport (nr 15) i zmienił nazwę na Royal Uccle-Léopold FC. Royal Uccle Sport powstała w 1901 roku i miał jak Léopold kilka lat spędzonych w najwyższej klasy rozgrywkowej, ale również spadł do poziomu klubu prowincjonalnego. W 1996 roku nastąpiła kolejna fuzja, tym razem z RCS La Forestoise (nr 51), po czym klub przyjął nazwę Royal Uccle Forestoise Léopold. Również Royal CS La Forestoise, klub z Brukseli, grał kilka lat w pierwszej lidze, ale potem spadł do serii amatorskiej.
W 2001 roku po fuzji z RCS Saint-Josse (nr 83) zmienił nazwę na Royal Léopold Uccle Forestoise. W sezonie 2003/04 po raz pierwszy klub dotarł do serii krajowych, ale zakończył rozgrywki na przedostatniej pozycji w promocji B i spadł ponownie do serii prowincjonalnej. Rok później wrócił w sezonie 2005/06 do czwartej dywizji. Klub zmienił nazwę ponownie w 2005 roku na Royal Léopold Uccle FC. W 2008 roku spadł ponownie do rozgrywek prowincjalnych, ale po tytule mistrzowskim ponownie promowany do czwartej dywizji w 2010 roku. W 2013 roku klub zmienił nazwę na Royal Léopold Uccle Woluwé FC. Pierwszy zespół klubu rozpoczął występy na Stade Fallon w gmienie Woluwe-Saint-Lambert. W 2014 roku nazwa została skrócona do R. Léopold FC.

## Sukcesy

### Trofea międzynarodowe
Nie uczestniczył w rozgrywkach europejskich (stan na 31-05-2016).

### Trofea krajowe
| \| \| Zdobyte trofea w rozgrywkach Belgii (stan na: 31-03-2017) \| |                                                           |      |                                           |
| Rozgrywki                                                          | Osiągnięcie                                               | Razy | Sezon(y)                                  |
| Mistrzostwo                                                        | I miejsce                                                 | 0    |                                           |
| Mistrzostwo                                                        | II miejsce                                                | 1    | 1901/02                                   |
| Mistrzostwo                                                        | III miejsce                                               | 3    | 1897/98, 1898/99 (grupa Brabant), 1900/01 |
| Puchar                                                             | zdobywca                                                  | 0    |                                           |
| Puchar                                                             | finalista                                                 | 0    |                                           |
| Puchar                                                             | półfinalista                                              | 1    | 1912                                      |
| II liga                                                            | I miejsce                                                 | 0    |                                           |
| II liga                                                            | II miejsce                                                | 1    | 1912/13                                   |
| II liga                                                            | III miejsce                                               | 0    |                                           |
| Belgia                                                             | Zdobyte trofea w rozgrywkach Belgii (stan na: 31-03-2017) |      |                                           |

## Stadion
Klub rozgrywa swoje mecze domowe na stadionie Stade Fallon w Brukseli, który może pomieścić 2500 widzów. Do 1901 grał na boisku Ten Bosch w gminie Ixelles. Potem przez dłuższy czas występował w parku Brugmann w gminie Uccle, w 1952 przeniósł się na stadionie przy Chaussée de Neerstalle w Uccle. Pod koniec sezonu 2012/13, zarząd klubu, który obchodził swoje 120-lecie istnienia, przyjął radykalną decyzję. Zmęczony brakiem poparcia od gminy Uccle i konieczności dzielić Chaussée de Neerstalle z innymi klubami w innych dyscyplinach, klub przeniósł się na drugą stronę Brukseli do gminy Woluwe-Saint-Lambert, gdzie położony Stade Fallon.